# كمنسيل ظلي
كمنسيل ظلي (الاسم العلمي:Cumminsiella umbrosa) هو نوع من الفطريات يتبع جنس الكمنسيل من الفصيلة الشقرانية.